# Gasteruption jaculator
Gasteruption jaculator — вид дрібних їздців родини гастеруптиїд (Gasteruptiidae).

## Поширення
Вид поширений в Європі, Північній Африці, на Близькому Сході та Північній Азії.

## Опис
Тіло завдовжки 9-15 мм. Голова і груди повністю чорні. Голова сильно закруглена, грудина витягнута в довгу шию (проплеврон), яка відокремлює голову від тіла. Черевце також сильно розтягнуте, ширше на задньому кінці і розміщене на верхній частині грудей (проподеум). Черевце чорне з червонувато-помаранчевими кільцями. Гомілки задніх ніг мають ключкоподібну форму. У самиці яйцеклад зазвичай дуже довгий з білим кінчиком. У положенні відпочинку комаха повільно і ритмічно піднімає і опускає живіт.

## Спосіб життя
Самиці відкладають яйця своїм довгим яйцекладом на тілі личинок одиночних бджіл та ос. Вилупившись, її личинки з'їдають личинку та запаси пилку та нектару своєї жертви. Дорослі особини виростають до 10–17 міліметрів і здебільшого їх можна зустріти з травня по вересень. Імаго харчуються пилком окружкових (Apiaceae) .